# Glikol metoksypolietylenowy epoetyny beta
Glikol metoksypolietylenowy epoetyny beta – hormon peptydowy, rekombinowany analog ludzkiej erytropoetyny, sprzężony z glikolem polietylenowym (PEG), wytwarzany metodą inżynierii genetycznej w komórkach jajnika chomika chińskiego, lek stymulujący różne etapy erytropoezy.

## Mechanizm działania biologicznego
Glikol metoksypolietylenowy epoetyny beta jest kowalentnym połączeniem epoetyny beta z glikolem polietylenowym, o masie molowej około 60 kDa. Od cząsteczki rekombinowanej erytropoetyny odróżnia go nie tylko wiązanie amidowe z glikolem polietylenowym, ale również obecność N–końcowej grupy aminowej lub ε–grupy aminowej lizyny (głównie lizyna w pozycji 45 lub 52). Glikol metoksypolietylenowy epoetyny beta wolniej się wiąże z receptorem dla erytropoetyny i szybciej ulega dysocjacji niż epoetyna beta. Mechanizm działania jest identyczny jak erytropoetyny, ponieważ wiąże się z tym samym receptorem. U pacjentów z niewydolnością nerek jej pozytywny wpływ biologiczny jest związany z niedoborem erytropoetyny.

## Zastosowanie medyczne
Glikol metoksypolietylenowy epoetyny beta znajduje się na wzorcowej liście podstawowych leków Światowej Organizacji Zdrowia (WHO Model Lists of Essential Medicines) (2019).

### Unia Europejska
Wskazania do zastosowania:
- niedokrwistość objawowa związana z przewlekłą niewydolnością nerek u dorosłych[1]

Glikol metoksypolietylenowy epoetyny beta jest dopuszczony do obrotu w Polsce (2020).

### Stany Zjednoczone
Wskazania do zastosowania:
- niedokrwistość spowodowana przewlekłą chorobą nerek u dorosłych pacjentów dializowanych i niedializowanych[7]
- niedokrwistość spowodowana przewlekłą chorobą nerek u dializowanych dzieci od 5 roku życia, u których uzyskano stabilizację poziomu hemoglobiny, podczas leczenia innym czynnikiem stymulującym erytropoezę[7]

## Działania niepożądane
Glikol metoksypolietylenowy epoetyny beta może powodować następujące działania niepożądane u ponad 1% pacjentów: nadciśnienie tętnicze, natomiast u ponad 0,1% pacjentów: ból głowy, zakrzepica dostępu naczyniowego.